# Brand Nubian
Brand Nubian é uma banda de hip hop fundada em New Rochelle, Estados Unidos, em 1986. Uma de suas canções, "Brand Nubian", do álbum One for All, figurou na trilha sonora de Grand Theft Auto: San Andreas, mais precisamente na playlist da estação Playback FM. Outra canção, "Punks Jump Up To Get Beat Down", figurou na trilha sonora do jogo Tony Hawk's Underground 2.

## Discografia
| Informações do álbum |
| --- |
| One For All - Lançado: 4 de dezembro de 1990 - Posição na Billboard 200: #130 - Posição na R&B/Hip-Hop: #34 - Singles: "Brand Nubian"/"Feels So Good", "Wake Up"/"Drop the Bomb", "All For One"/"Concerto in X Minor", "Slow Down"/"To the Right"                  |
| In God We Trust - Lançado: 2 de fevereiro de 1993 - Posição na Billboard 200: #12 - Posição na R&B/Hip-Hop: #4 - Singles: "Punks Jump Up To Get Beat Down", "Allah U Akbar"/"Steal Ya Ho", "Love Me or Leave Me Alone"/"The Travel Jam"                            |
| Everything is Everything - Lançado: 1 de novembro de 1994 - Posição na Billboard 200: #54 - Posição na R&B/Hip-Hop: #13 - Singles: "Word is Bond"/"Straight Off Da Head", "Hold On"/"Step Into Da Cipher"/"Alladat"                                                |
| Foundation - Lançado: 29 de setembro de 1998 - Posição na Billboard 200: #59 - Posição na R&B/Hip-Hop: #12 - Singles: "The Return"/"Brand Nubian", "Don't Let it Go to Your Head"/"Back Up Off the Wall", "Let's Dance"                                            |
| Fire in the Hole - Lançado: 10 de agosto de 2004 - Posição na Billboard 200: - - Posição na R&B/Hip-Hop: #57 - Singles: "Whatever Happened...?"/"Momma", "Who Wanna Be a Star? (It's Brand Nu Baby!)"/"Just Don't Learn", "Young Son"/"Still Livin' in the Ghetto" |
| Time's Runnin' Out - Lançado: 2007 - Posição na Billboard 200: - - Posição na R&B/Hip-Hop: - - Singles: - |

### Singles
| Informações |
| --- |
| "Brand Nubian" - Lançado: 1989 - Gravadora: Elektra Records - Lado-B: "Feels So Good" - Nota: Originalmente, não aparecia no álbum One For All, mas apareceu como uma faixa bônus nas versões relançadas - Samples: Rigor Mortis por Cameo |
| "Wake Up" - Lançado: 1990 - Gravadora: Elektra Records - Lado-B: "Drop the Bomb" |
| "All For One" - Lançado: 1990 - Gravadora: Elektra Records - Lado-B: "Concerto in X Minor" |
| "Slow Down" - Lançado: 1991 - Gravadora: Elektra Records - Lado-B: "To the Right" - Samples: What I Am por Edie Brickell & New Bohemians.                                                                                                  |
| "Punks Jump Up to Get Beat Down" - Lançado: 1992 - Gravadora: Elektra Records - Lado-B: "Punks Jump Up to Get Beat Down (Remix)" |
| "Allah U Akbar" - Lançado: 1993 - Gravadora: Elektra Records - Lado-B: "Steal Ya Ho" |
| "Love Me or Leave Me Alone" - Lançado: 1993 - Gravadora: Elektra Records - Lado-B: "The Travel Jam" |
| "Word is Bond" - Lançado: 1994 - Gravadora: Elektra Records - Lado-B: "Straight Off Da Head" |
| "Hold On" - Lançado: 1994 - Gravadora: Elektra Records - Lado-B: "Step Into Da Cipher", "Alladat" |
| "A Child is Born" - Lançado: 1997 - Gravadora: Loud Records - Lado-B: |
| "The Return" - Lançado: 1997 - Gravadora: Arista Records - Lado-B: "Brand Nubian" |
| "Don't Let it Go to Your Head" - Lançado: 1998 - Gravadora: Arista Records - Lado-B: "Back Up Off the Wall" |
| "Let's Dance" - Lançado: 1999 - Gravadora: Arista Records - Lado-B: |
| "Rockin' It" - Lançado: 2000 - Gravadora: Kurrup Money Records - Lado-B: "Spend It" por D.I.T.C. |
| "Walking on a Cloud" - Lançado: 2003 - Gravadora: Spun Records - Lado-B: "Shine" |
| "Whatever Happened...?" - Released: 2004 - Gravadora: Babygrande Records - Lado-B: "Momma" |
| "Who Wanna Be a Star? (It's Brand Nu Baby!)" - Lançado: 2004 - Gravadora: Babygrande Records - Lado-B: "Just Don't Learn" |
| "Young Son" - Lançado: 2004 - Gravadora: Babygrande Records - Lado-B: "Still Livin' in the Ghetto" |

### Posições dos singles nas paradas[2]
| Ano  | Single                                              | U.S. Hot 100 | U.S. R&B | U.S. Rap | Álbum                                  |
| ---- | --------------------------------------------------- | ------------ | -------- | -------- | -------------------------------------- |
| 1990 | "Wake Up"                                           |              | #92      | #5       | One For All                            |
| 1991 | "All For One"                                       |              |          | #17      | One For All                            |
| 1991 | "Slow Down"                                         |              | #63      | #3       | One For All                            |
| 1992 | "360 Degrees (What Goes Around)" (Grand Puba)       | #68          | #30      | #1       | Reel to Reel                           |
| 1993 | "Check it Out" (Grand Puba feat. Mary J. Blige)     |              | #85      | #13      | Reel to Reel                           |
| 1993 | "Punks Jump Up to Get Beat Down"                    | #77          | #42      | #2       | In God We Trust                        |
| 1993 | "Love Me or Leave Me Alone"                         | #92          | #68      | #13      | In God We Trust                        |
| 1994 | "Word is Bond"                                      | #94          | #64      | #11      | Everything is Everything               |
| 1995 | "Hold On" (Feat. Starr)                             |              |          | #39      | Everything is Everything               |
| 1995 | "I Like It (I Wanna Be Where You Are)" (Grand Puba) | #91          | #68      | #21      | 2000                                   |
| 1995 | "A Little of This" (Grand Puba)                     |              | #90      |          | 2000                                   |
| 1996 | "Hang 'Em High" (Sadat X)                           | #98          | #53      | #12      | Wild Cowboys                           |
| 1996 | "The Lump Lump" (Sadat X)                           |              | #85      | #20      | Wild Cowboys                           |
| 1998 | "Don't Let it Go to Your Head"                      | #54          | #24      | #3       | Foundation                             |
| 2000 | "Rockin' It"                                        |              |          | #29      | "Rockin' It"                           |
| 2000 | "Ka-Ching" (Sadat X feat. Hy Tymes)                 |              |          | #36      | The State of New York vs. Derek Murphy |